# Бережная (Березницкое сельское поселение)
Бережная — деревня в Устьянском районе Архангельской области.

## География
Находится в южной части Архангельской области на расстоянии приблизительно 36 км на северо-восток по прямой от административного центра района поселка Октябрьский на левом берегу реки Устья.

## История
В 1859 году здесь (деревня Вельского уезда Вологодской губернии) было учтено 19 дворов. До 2022 года входила в Березницкое сельское поселение до его упразднения.

## Население
Численность населения: 130 человек (1859 год), 51 (русские 94 %) в 2002 году, 30 в 2010.